# Lago Mapourika

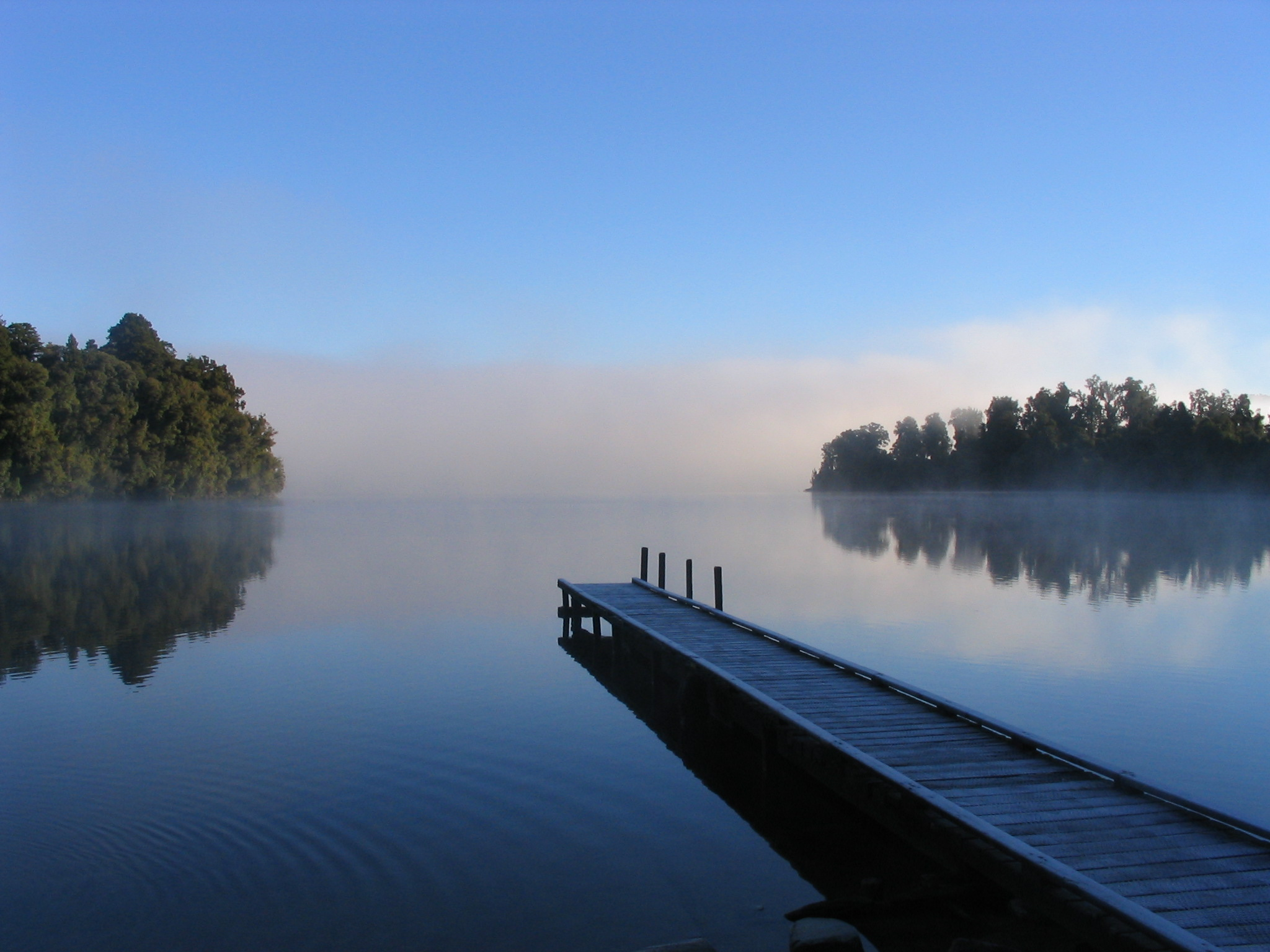
O Lago Mapourika.

O Lago Mapourika é um lago localizado na Costa Oeste da Ilha Sul, Nova Zelândia. Começa no Glaciar Franz Josef e termina na Lagoa Okarito. É o maior lago da Costa Oeste da Ilha Sul.